# Marcos Freitas
Marcos André Sousa da Silva Freitas, más conocido como Marcos Freitas, (Funchal, 8 de abril de 1988) es un jugador de tenis de mesa portugués.

## Palmarés internacional
| Campeonato Europeo | Campeonato Europeo | Campeonato Europeo | Campeonato Europeo   |
| Año                | Lugar              | Medalla            | Prueba               |
| ------------------ | ------------------ | ------------------ | -------------------- |
| 2008               | San Petersburgo    | Medalla de bronce  | Dobles masculino     |
| 2011               | Gdansk-Sopot       | Medalla de bronce  | Equipos              |
| 2011               | Gdansk-Sopot       | Medalla de oro     | Dobles masculino     |
| 2014               | Lisboa             | Medalla de oro     | Equipo               |
| 2015               | Ekaterimburgo      | Medalla de plata   | Individual masculino |
| 2020               | Varsovia           | Medalla de bronce  | Individual masculino |
| Juegos Europeos    |                    |                    |                      |
| Año                | Lugar              | Medalla            | Prueba               |
| 2015               | Bakú               | Medalla de oro     | Equipo               |
| 2019               | Minsk              | Medalla de bronce  | Equipo               |